# Нова Гребля (Золотоніський район)
Нова́ Гре́бля — село в Україні, у Золотоніському районі Черкаської області, входить до складу Піщанської сільської громади. Населення — 382 чоловіка (на 2001 рік).

## Історія
Селище є на мапі 1826-1840 років.
За даними на 1859 рік у власницькому селищі Золотоніського повіту Полтавської губернії, мешкало 168 осіб (77 чоловічої статі та 91 — жіночої), налічувалось 25 дворових господарств.
В Черкаському архіві є метрічна книга 1862-1866 років.
Станом на 1885 рік у колишньому державному та власницькому селі Піщанської волості мешкало 220 осіб, налічувалось 46 дворових господарств, існували постоялих будинок, 2 водяних і вітряний млини, цегельний і винокурний заводи.
З 1924 по 1934 рік у селі працювала комуна імені Чубаря.
Село постраждало від Голодомору 1932-1933 років. За свідченням уродженки села Марії Яківни Дем'яник (Ковальської) були випадки канібалізму. Людей звозили на цвинтар в одну яму. Часто об'їждчики забирали ще живих людей у важкому стані, щоб не їхати другий раз. Одного разу, коли об'їждчики зустрілись, один побачив у другого на возі ще живу дівчинку, яку той забрав до себе додому і разом з дружиною виходили її. Інший випадок, коли кинули у могилу чоловіка на прізвище Коржанівський, але коли вночі пішов дощ, той очуняв і повернувся додому, потім навіть був на фронті Другої світової війни.